# Sascha Schmitz
Sascha Schmitz (nacido el 5 de enero de 1972 en Soest), más conocido como Sasha, es un cantante y actor ocasional de origen alemán dedicado a la música pop-rock. Sus primeros dos singles "Wannabe be your lover" y "I'm still waitin'" fueron lanzadados a mediados del año 1998 en colaboración con la rapera Young Deenay. A finales de dicho año se editó el que hasta hoy es su mayor éxito "If you believe", que llegó al 3° puesto del chart alemán, contenido en su álbum "Dedicated to...". Desde 2003, tiene en paralelo, el actuar bajo su alter ego "Dick Brave" en el grupo "Dick Brave & The Backbeats", con los que ha sacado dos álbumes.

## Primeros años
Sasha es el mayor de los dos hijos de Fritz Schmitz, un exsoldado de Bundeswehr, y su esposa Ramona, una enfermera de niños. Criado en un hogar cristiano junto a su hermano Norman (nacido en 1976), Sasha pasó su infancia en Soest, Renania del Norte-Westfalia, tras el divorcio de sus padres.
Su temprano interés musical vino cuando formó su banda en la escuela primaria, llamada "Bad to the Bone", que era "exactamente tan malo como su nombre indica", dijo Sasha más adelante. La primera banda profesional de Sasha fue "Junk Food" (Comida Chatarra) y del tipo de Nirvana y los Red Hot Chili Peppers. A pesar de que a la banda nunca se le ofreció un contrato de grabación, tocaron en vivo en toda la ciudad, lo que da resultado a actuaciones ocasionales con su amigo Benedict como el dúo "Hin und Hair Schmitz". En 1992, Junk Food ganó un concurso de talento local que les daba derecho a grabar una maqueta en los estudios Click Music Studios, en Werl, con los productores Michael "B. Grant Michael" Kersting y Stephan "Pomez Di Lorenzo" Baader. Aunque la banda se separó poco después, Grant y Di Lorenzo reconocieron el talento de Sasha cantando y lo contrataron como vocalista en varios de sus proyectos.

## Carrera musical

### 1996–2002
Durante los siguientes años, Sasha trabajó como coro para varios artistas, incluyendo los proyectos euro-dance de HIM y Sir Prize, cuyos sencillos "Lookin' out 4 luv" y "Don't go away" fueron lanzados en la Europa de alemán-parlantes Europa, dando lugar a cortos viajes de promoción a Túnez. Con su contribución al debut del rapero alemán Der Wolf con el sencillo "Gibt's doch gar nicht", anotó su primera aparición sin acreditar en la lista de sencillos de Alemania y Suiza a principios de 1997. Poco después, Sasha cantó en "Walk on by", el primer sencillo de la rapera femenina Young Deenay, pero no grabó el videoclip. La canción entró en el Top Ten en el centro de Europa y dio lugar a una segunda colaboración, titulada "Wanna be your lover", donde apareció por primera vez acreditado como solista y esta vez sí grabó el video musical.
En 1998, Sasha firmó un contrato como solista con Warner Music. Trabajó con Grant, Lorenzo Di y Pete Smith en la mayor parte de su álbum debut "Dedicated to...", cuyo sencillo debut con influencias reggae "I'm still waitin'" volvió a formar equipo con Young Deenay y alcanzó el top veinte de las listas en el verano de 1998. La pista fue seguida por "If you believe", que se convertiría en su mayor éxito hasta la fecha, alcanzando el top cinco en Austria, Bélgica, Alemania, Holanda y Suiza, recibiendo un disco de platino y cuatro discos de oro. El álbum fue lanzado finalmente en otoño de 1998 y vendió más de 400.000 copias sólo en Alemania. Con "We can leave the world" y "I feel lonely" consiguió otros dos Top Ten. Los dos años siguientes fue galardonado con varios premios internacionales como un Bambi, un Comet, un Echo y un Goldene Europa y se convirtió en el primer cantante alemán en ser nominado a Mejor Artista Masculino Internacional en los premios MTV Europe Music.
En mayo de 2000, Sasha lanzó su segundo álbum "...You" por Europa Central, aunque ni su primer sencillo "Let me be the one", ni los siguientes; "Chemical reaction" y "Owner of my heart" lograron alcanzar el Top Ten de las listas. "...You" debutó en el top cinco de las listas en Austria, Alemania y Suiza. "Surfin 'on a backbeat" es el tercer álbum de Sasha, lanzado en octubre de 2001. Alcanzó el Top Ten de las listas de álbumes en Alemania, pero tuvo significativamente menos éxito que sus predecesores en el resto de Europa, llegando a entrar en la lista de los cuarenta en Suiza. Vendió más de 200.000 copias. Una reedición del álbum, que contiene dos temas inéditos, fue lanzado en julio de 2002 y el tema "This is my time" apareció en el Mundial de la FIFA de 2002.

### 2003-2004

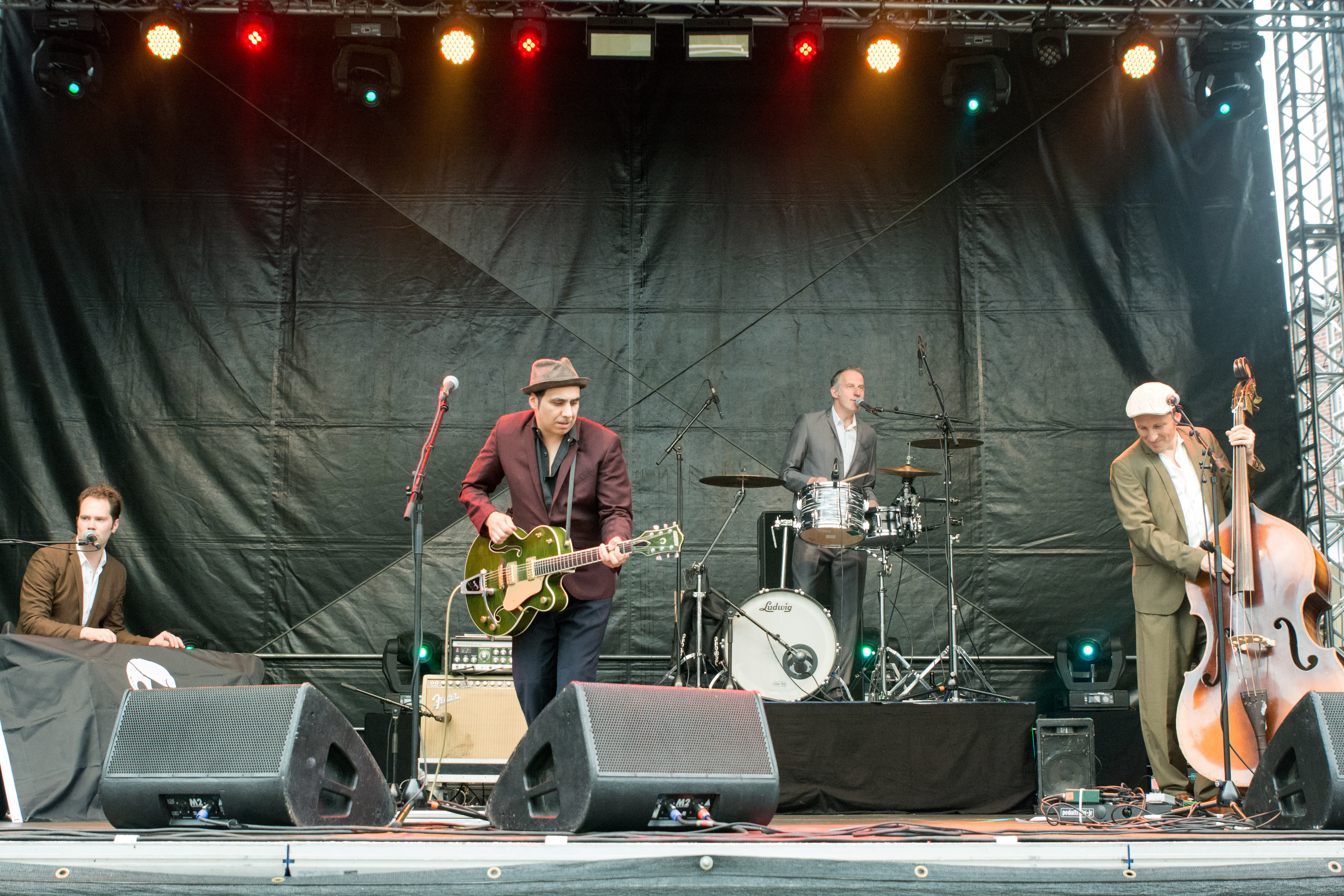
The Blackbeats 2016

Por el año 2003, Sasha comenzó a actuar como su alter ego "Dick Brave", el vocalista de una banda de rockabilly llamado "Dick Brave & The Backbeats", cuyos miembros comparten una historia ficticia para la banda. Inspirado en Nick Cave & The Bad Seeds (aparte de Sasha están sus compañeros músicos; André "Batolba Adriano" Tolba, Maik "Mike Scott" Schott, Felix "Phil X Hanson" Wiegand y Martell "Matt L. Hanson") actuaban como sus alter ego tanto en el escenario como durante las entrevistas). El quinteto grabó un álbum juntos de versiones de canciones como "Get the party started" de Pink, "Freedom" de George Michael y "Black or white" de Michael Jackson llamado "Dick this!".
En noviembre de 2004, el proyecto fue interrumpido, a raíz de un concierto final en el Westfalenhalle Dortmunder el 22 de noviembre de 2004. El 7 de enero de 2006, la banda volvió a formarse temporalmente para actuar en la fiesta de la boda de Pink y el motorista de motocross Carey Hart.

### 2005-2011
Tras un paréntesis de dos años, Sascha regresó en 2006 con su cuarto álbum "Open Water". Sasha estuvo muy involucrado en la escritura del disco y en el proceso de producción, para lo cual consultó a los músicos Fabio Trentini y Grubert Robin. El álbum llegó un poco más alto que su predecesor "Surfin' on a Backbeat" en toda Europa, alcanzando el número siete en la lista de álbum alemán y los cuarenta y superior en Austria y Suiza, pero es el álbum con menos ventas hasta la fecha. De este disco solo sacaron dos singles "Slowly" y "Goodbye".
En otoño de 2006, una compilación de Grandes Éxitos fue lanzado, que alcanzó el número seis en las listas alemanas y fue disco de platino. En 2007, Sasha lanzó como sencillo; "Hide & Seek", el tema principal de la película alemana "Die drei??? - Das Geheimnis der Geisterinsel". La canción alcanzó el número ocho en la lista de singles alemán y además apareció en una reedición del álbum de grandes éxitos.
En 2009 su quinto álbum de estudio, Good News on a Bad Day fue sacado al mercado, obteniendo las mejores ventas desde "...You".
En 2011 volvió a su alter ego y sacó su segundo disco como Dick Brave, "Rock'n'Roll Therapy".

## Carrera actoral
En 2006, Sascha debutó en la pantalla grande con un pequeño papel en la comedia alemana Goldene Zeiten, dirigida por Peter Thorwarth. Al año siguiente aceptó un papel secundario en la adaptación de la película "Why men don't listen and women can't read maps" (2007) junto a Benno Fürmann y Jessica Schwarz. En la película interpretó el papel cómico de un brutal ciclista. En 2008, Sascha apareció en la película alemana "Ossi’s Eleven", con la que también contribuyó con dos canciones para la banda sonora bajo el pseudónimo Nelson Rogers.

## Discografía

### Álbumes de estudio
- Dedicated to... (1998)
- ...You (2000)
- Surfin' on a Backbeat (2001)
- Dick This (2003) (como Dick Brave & The Backbeats)
- Open Water (2006)
- Good News on a Bad Day (2009)
- Rock'n'Roll Therapy (2011) (como Dick Brave & The Backbeats)
- The one (2014)
- Schlüsselkind (2018)

### Compilaciones
- Greatest Hits (2006)

## Filmografía
Películas
- Hansi und Hubsi (2012)
- CIS: Chaoten im Sondereinsatz (2010)
- Ossi's Eleven (2008)
- Warum Männer nicht zuhören und Frauen schlecht einparken (2007)
- Goldene Zeiten (2006)

Series
- The Masked Singer Germany (2019)
- Hubert ohne Staller (2011)
- Tramitz & Friends (2007)

Cortos
- Finding Brave (2011)
- Nena & Friends: Wunder gescheh'n (2003)

- Datos: Q63317
- Multimedia: Sasha (German singer) / Q63317